# Neischnus germari
Neischnus germari là một loài tò vò trong họ Ichneumonidae.